# Záwíjit el-Arján
Záwíjit el-Arján (arabsky: زاویة العریان) je egyptské město a archeologická lokalita nacházející se mezi Gízou a Abúsírem. V pouštní oblasti západně od města leží staroegyptská nekropole nesoucí stejný název. Na druhé, východní straně Nilu se nacházelo dřívější hlavní město Mennofer. V nekropoli Záwíjit el-Arján se nacházely dva pyramidové komplexy.
Jednou z těchto staveb je Vrstvená pyramida pocházející z 3. dynastie, která pravděpodobně patřila faraonovi Chabovi. Tato pyramida byla stupňovitá a pravděpodobně se skládala z pěti až sedmi schodů. V okolí pyramidy nebyly nalezeny žádné zbytky vrchního pláště, což naznačuje, že pyramida nebyla nikdy dokončena. Z druhé, severní pyramidy, která pocházela ze 4. dynastie, nezbylo kromě velkého příkopu vůbec nic. Další výzkumy těchto pyramid však nelze provést, neboť celá lokalita je součástí vojenského prostoru.